# Иевский, Николай Никитович
Николай Никитович Иевский (1740, с. Грязи Липецкого уезда Тамбовской губернии — 12 марта 1797 года, Воронеж) — русский архитектор. Первый губернский архитектор Воронежской губернии.

## Биография
Родился в дворянской семье. В 1753—1759 гг. учился в аpхитектуpной школе Д. В. Ухтомского.
В 1773 году, после грандиозного пожара в Воронеже (10.08.1773), выполнил проект восстановления сгоревшего города. После доработки комиссией архитектора И. Старова, этот проект стал воплощаться в жизнь.

## Известные работы
Воронежский дворец (Дом губернатора И. А. Потапова, 1777—1779) — Проспект Революции, 18

особняк наместника Е. А. Щербинина (1782, не сохранился),

каменный магазин для соли и солдатская школа (1776),

«большая линия» 255-ти каменных «симметральных лавок» (1779),

дом аптекаря Зегера (по «образцовому» проекту, 1779), первая в городе аптека, ныне на этом месте здание главпочтамта.